# چارلی دومینیچی
چارلی دومینیچی (انگلیسی: Charlie Dominici؛ ۱۶ ژوئن ۱۹۵۱ – نوامبر ۲۰۲۳) خوانندهٔ آمریکایی بود که به‌عنوان وکالیست دوم گروه پراگرسیو متال دریم تیتر شناخته شد. دومینیچی بعد از آن رهبر گروه پراگرسیو متال خود بود و سه آلبوم منتشر کرد. او در ۷۲ سالگی درگذشت. خبر مرگ او را هم‌گروهی‌های سابق او در دریم تیتر اعلام کردند.